# Marienthal (Rockenhausen)

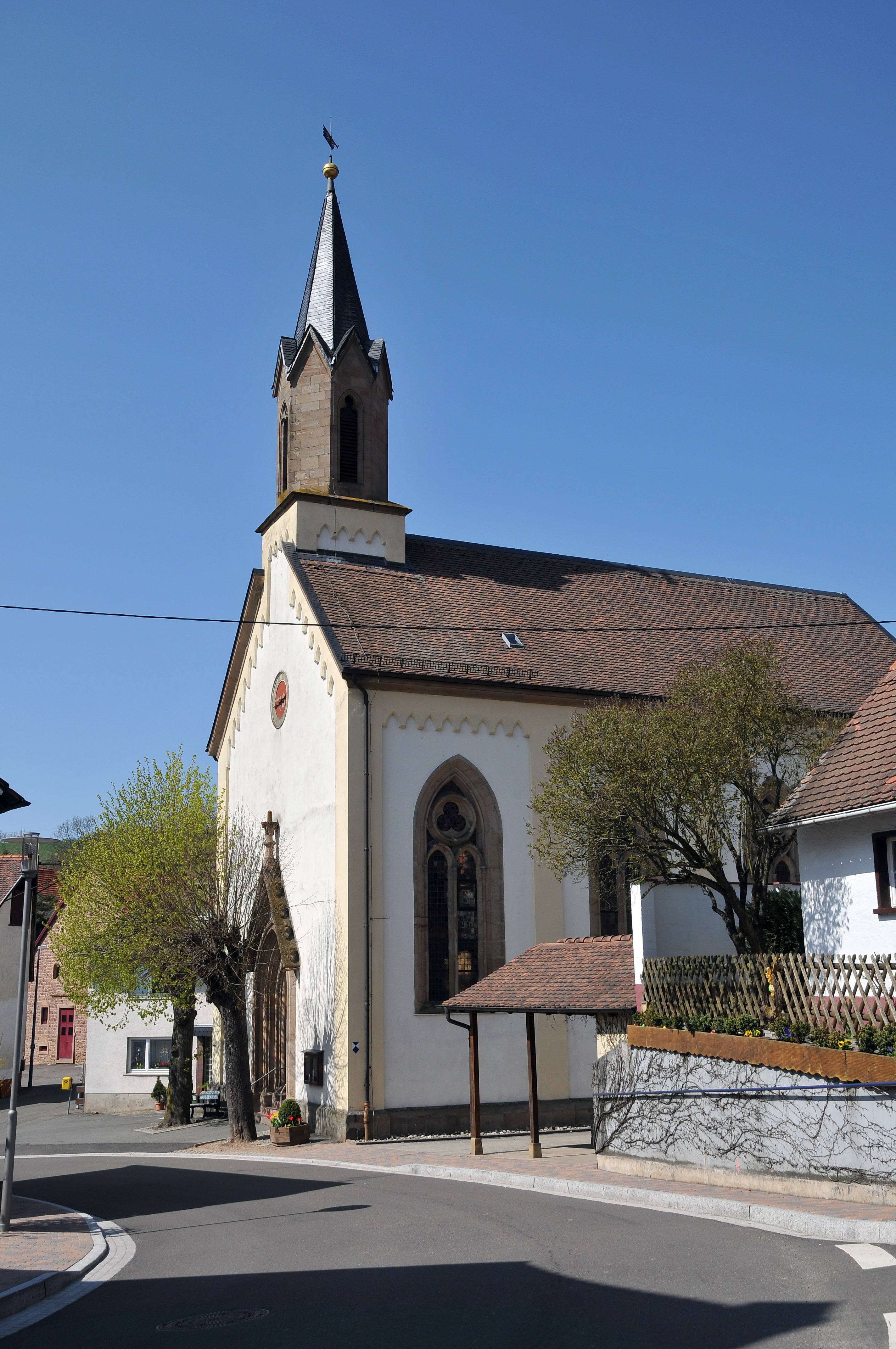
Evangelische Kirche

Marienthal (pfälzisch: Maiedahl) ist ein Stadtteil der im rheinland-pfälzischen Donnersbergkreis liegenden Stadt Rockenhausen. Bis 1979 war er eine selbständige Gemeinde.

## Lage
Der Ort liegt etwa sieben Kilometer östlich der Kernstadt im Nordpfälzer Bergland unweit des Donnersbergs, des mit 687 m höchsten Berges der Pfalz. Durch den Westen der Gemarkung fließt der Appelbach, der das Siedlungsgebiet jedoch nicht berührt. Am südwestlichen Siedlungsrand verläuft der Mordkammertalbach, ein orographisch linker Nebenfluss des Appelbachs. In ihn mündet vor Ort der Königsbach. In nächster Nähe liegen die Ortsgemeinden Falkenstein, Ruppertsecken und Dannenfels.

## Geschichte
Um 1145 wurde das Prämonstratenserinnenkloster Marienthal durch Graf Ludwig III. von Arnstein als „valle sancte Marie“, im heutigen Ortsbereich gegründet und der Aufsicht des Abtes von Münsterdreisen unterstellt. In seinem Umfeld entwickelte sich das heutige Dorf. Um 1250 bis 1277 wurde die Kirche des Klosters erbaut. Im Jahre 1541 fiel der Besitz an die Kurpfalz, das Kloster war damals schon nicht mehr existent und seine Kirche diente als Pfarrkirche. Nach der Reformation nutzte man sie als protestantisches Gotteshaus von Marienthal und trug sie 1843 wegen Baufälligkeit ab. Im Zeitraum von 1848 bis 1850 errichtete man am gleichen Platz die heutige protestantische Kirche, unter Verwendung von zahlreichen Spolien (Maßwerkfenster, Pfeiler, Portal) aus der alten, gotischen Klosterkirche.
Von 1798 bis 1814, als die Pfalz Teil der Französischen Republik (bis 1804) und anschließend Teil des Napoleonischen Kaiserreichs war, war Marienthal in den Kanton Rockenhausen im Departement Donnersberg eingegliedert. Nach dem Wiener Kongress von 1815 wurde der Ort im selben Jahr Österreich zugeschlagen. Ein Jahr später wurde er wie die gesamte Region dem Königreich Bayern zugeordnet. Von 1818 bis 1862 war Dörnbach Bestandteil des Landkommissariat Kirchheim, später Landkommissariat Kirchheimbolanden. Letzteres wurde anschließend in ein Bezirksamt umgewandelt. Am 1. Dezember 1900 wechselte die Gemeinde in das neu geschaffene Bezirksamt Rockenhausen.
1928 hatte Marienthal 371 Einwohner, die in 78 Wohngebäuden lebten. Von 1939 an war die Gemeinde Bestandteil des Landkreises Rockenhausen. Nach dem Zweiten Weltkrieg wurde Marienthal innerhalb der französischen Besatzungszone Teil des damals neu gebildeten Landes Rheinland-Pfalz. Im Zuge der ersten rheinland-pfälzischen Verwaltungsreform wechselte der Ort in den neu geschaffenen Donnersbergkreis, drei Jahre später wurde er zudem Bestandteil der ebenfalls neu gebildeten Verbandsgemeinde Rockenhausen. Der Ortsgemeinderat von Marienthal beschloss am 25. Juli 1977, der Nachbarstadt Rockenhausen beizutreten, was schließlich am 10. Juni 1979 vollzogen wurde. 1990 feierte Marienthal sein 800-jähriges Bestehen.

## Religion
Ab 1827 existierte vor Ort eine Synagoge, die 1912 zu einer Scheune umfunktioniert wurde. Bereits auf Gemarkung der benachbarten Ortsgemeinde Falkenstein befindet sich der den in Marienthal lebenden Juden dienende, 1850 angelegte Jüdische Friedhof. Noch 1928 lebten insgesamt vier Leute jüdischen Glaubens in Marienthal. Die Protestanten gehörten seinerzeit zur Pfarrei von Rockenhausen, die Katholiken zu derjenigen von Gerbach.
Heute ist Marienthal eine eigenständige protestantische Pfarrei im Dekanat Alsenz-Lauter der Evangelischen Kirche der Pfalz, die zusätzlich Ruppertsecken, Würzweiler und einige Höfe in der Umgebung umfasst.

## Politik

### Ortsbezirk
Marienthal ist als Ortsbezirk ausgewiesen und besitzt deswegen einen Ortsbeirat und einen Ortsvorsteher.
Der Ortsbeirat besteht aus fünf Mitgliedern.
Ortsvorsteher ist Thomas Bauer.

## Kultur
Mit der Synagoge, der Protestantischen Pfarrkirche und dem südwestlichen Strebepfeiler der hochgotischen Klosterkirche befinden sich vor Ort insgesamt drei Objekte, die unter Denkmalschutz stehen. Die 1848/50 errichtete Ortskirche auf den Grundmauern der von etwa 1250 bis 1277 erbauten und 1843 abgerissenen frühgotischen Klosterkirche ist die bedeutendste Sehenswürdigkeit. Die vom Vorgängerbau übernommenen Maßwerkfenster stehen auf der gleichen Stilstufe wie die in Hof Iben. Im Inneren der Kirche befinden sich zwei aufwändige Renaissance-Grabmäler der Grafen von Daun-Falkenstein von 1575 und 1587.

## Wirtschaft und Infrastruktur
Es gibt mehrere Vereine aus den Bereichen Sport und Kultur. In Rockenhausen befindet sich ein Bahnhof der Alsenztalbahn. Die Buslinie 901 des Verkehrsverbundes Rhein-Neckar verbindet den Ort jeweils stündlich mit Rockenhausen und Kirchheimbolanden. Außerdem liegt Marienthal an der Landesstraße 386 und an der Deutschen Schuhstraße. Südöstlich des Siedlungsgebiets befand sich früher mit der Grube bei Marienthal ein Bergwerk, in dem Kupfer abgebaut wurde, das im Rhyolith schwach vererzt war.

## Persönlichkeiten
- Karl Lothar Wolf (1901–1969), Chemiker und Hochschullehrer, starb vor Ort